# 沼田智佳
沼田 智佳（ぬまた ちか、11月28日 - ）は、日本の女性声優。東京都出身。フリーランスで活動するが、かつてはオフィスCHK準所属を経て、2022年10月末までウィングウェーヴにジュニア所属していた。

## 出演作品

### 吹き替え
- グレムリン2017〜異種誕生〜（アナ）
- グリーンハウス・アカデミー（ソフィー・カルドナ）
- 包小姐的包（メイド甲）
- ガーフィールド・ショー シーズン4（シルビア）
- BITTEN（サバンナ、クレイ(子)）
- ハーバー・クライシス（私服警官、女性警官、女性職員1）
- ブレイド・マスター（陳の妻）
- デンジャー・コール（キャシー、教師）
- マキシマム・ブラッド（イザベラ、ホテル受付）
- ペーパーボーイ 真夏の引力（クレア）
- ちびっこバス タヨ（ヌリ、ハート）
- 剣客（テオク〈キム・ヒョンス〉[4]）
- マイリトルポニー: 新しい世界（ピンキーパイ）